# NGC 2131
NGC 2131  è una galassia irregolare barrata, di tipo magellanico, situata nella costellazione della Lepre, a una distanza di circa 84 milioni di anni luce dalla nostra Via Lattea.

## Scoperta
La galassia è stata scoperta il 20 gennaio 1835 dall'astronomo britannico John Herschel.

## Descrizione
NGC 2131 ha una classe di luminosità V-VI e presenta una larga riga a 21 cm dell'idrogeno neutro.